# ACS
ACS (англ. Atmospheric Chemistry Suite) — один из четырёх научных инструментов орбитального модуля Trace Gas Orbiter (TGO) международного проекта ExoMars 2016. ACS состоит из трёх инфракрасных спектрометров и блока управления. Научной задачей ACS является анализ атмосферы Марса и оценка распределения веществ в атмосфере по высоте. Приборы ACS и NOMAD, расположенные на TGO, разработаны таким образом, что получаемые с них данные дополняют друг друга. ACS разработан в Институте космических исследований Российской aкадемии наук (ИКИ) при участии научных организаций Франции, Германии, Италии.

## Научные цели
Инструмент ACS предназначен для изучения химического состава марсианской атмосферы вплоть до компонент малых концентраций. Например, содержание метана планируется анализировать с точностью до одной частицы на триллион. Также в задачи инструмента входит исследование распределения отношения дейтерия к водороду из которых состоит атмосферная вода и другие соединения кислорода и водорода. Планируется, что с помощью ACS будут строиться тепловые карты Марса, карты распределения аэрозолей в атмосфере и карты распределения водяного пара.
Для выполнения научной программы у ACS имеется несколько режимов функционирования:
- надирный режим на дневной и ночной сторонах планеты, когда исследуется отражённый свет или собственное излучение Марса;
- затменный режим, когда атмосфера будет просвечиваться Солнцем.

## Состав инструмента
Инструмент ACS состоит из трёх спектрометров (NIR, MIR, TIRVIM) и блока управляющей электроники.
NIR (Near-IR) представляет из себя эшелле-спектрометр работающий в диапазоне 0,7 — 1,6 мкм. Спектрометр обладает высоким разрешением и позволяет исследовать вертикальные профили и распределение водяного пара в атмосфере. NIR позволяет изучать дневное свечение молекулярного кислорода и искать ночное свечение, вызванное фотохимическими процессами. NIR в своей работе использует эшелле-спектрометр и акустооптический перестраиваемый фильтр AOTF (англ. Acousto-Optic Tunable Filter). Спектральное разрешение NIR — ~20000. Размер эшелле-решётки 46х102 мм, количество штрихов 24,35 на мм с углом 70°. Особенностью прибора является возможность параллельной записи спектров высокого разрешения. При этом прибор не имеет механических подвижных частей, что повышает надёжность, уменьшает габариты и снижает потребляемую мощность. 
Предшественником спектрометра NIR является инструмент «РУСАЛКА» («РУчной Спектральный АнаЛизатор Компонентов Атмосферы») Принципиальным различием являются условия эксплуатации приборов: на МКС «РУСАЛКА» работал внутри обитаемого объёма, а на TGO NIR работает в условиях открытого космоса.
MIR (Mid-IR) так же является эшелле-спектрометром, но детектирующий диапазон 2,3 — 4,2 мкм. Прибор исследует содержание метана, отношение дейтерий/водород, малые составляющие и аэрозоли в атмосфере. MIR выполнен по схеме эшелле-спектрометра со скрещенной дисперсией. Такая схема позволяет размещать в одном кадре друг над другом спектры различных газов. В одном кадре покрывается спектральный интервал до 300 нм. Прибор обладает разрешением ~50000, отношением сигнал/шум ~5000 (без учёта усреднения), что даёт возможность в затменном режиме детектировать молекулы метана до 20 — 50 частей на миллиард. Угол зрения прибора 0.5х10 мин дуги (0.1х2.9 мрад), эшелле-решётка имеет три штриха на миллиметр. Предшественником прибора MIR является прибор ТИММ, который был размещён на борту «Фобос-грунт», но ему не посчастливилось дать научные результаты. Различие между ТИММ и MIR заключается в том, что в первом приборе использовался акустооптический фильтр, а во втором применён принцип скрещенной дисперсии.
TIRVIM является фурье-спектрометром в диапазоне 1,7 — 17 мкм. TIRVIM работает по схеме V-образного (двойной маятник) интерферометра с апертурой 50 мм. Прибор предназначен для работы в надирном и затменном режиме. В надирном режиме исследуются профили температуры и содержание аэрозолей и малых составляющих атмосферы. Температурные профили строятся по углекислому газу (полоса 15 мкм). В затменном режиме исследуются содержание пыли, облака и температура поверхности. В полосе 3,3 мкм проводится картирование метана.
В затменном режиме могут работать все приборы инструмента ACS. В дневном надирном режиме работают TIRVIM и NIR, а в ночном только TIRVIM.
При анализе термоупругих диформаций комплекса ACS пришлось отказаться от 18 опор изготовленных из пластика Vespel и перейти на титановый сплав VT6. Это позволило избежать разрушения места крепления инструмента ACS к модулю TGO.
Масса инструмента 33,3 кг, потребляемая мощность 50 Вт, телеметрический трафик 1,6 Гбит в сутки.

## История создания
Работа над проектом ACS началась в 2012 году.
ACS и его компоненты создавались с учетом опыта разработки и эксплуатации инструментов Spicam (Mars Express), «РУСАЛКА» (МКС, 2009 — 2012 годы), ПФС («Марс-96», Mars Express, Venus Express). Главными отличиями на фоне предшественников являются высокое разрешение и чувствительность.
Заказчиком инструмента ACS является «Роскосмос», основным исполнителем и координатором работ является ИКИ, научный руководитель проекта О. И. Кораблёв, заместитель научного руководителя Франк Монмессан (LATMOS, Франция). Техническим руководителем проектов MIR и NIR является А. Трохимовский, а TIRVIM — А. Григорьев.
Основными участниками проекта являются: «Научно-исследовательский институт микроприборов им. Г.Я. Гуськова» (Зеленоград, Россия), «НПП «Астрон Электроника» (Орёл, Россия), LATMOS (Франция), Главная астрофизическая обсерватория Национальной академии наук Украины (Украина), ОАО «Научно-исследовательский институт оптико-электронного приборостроения» (Сосновый Бор, Россия), AMOS и Xenix (Бельгия), Sofradir (Франция), RICOR (Израиль), Spectral Systems LLC (США), ООО Научно – исследовательский институт космических и авиационных материалов (Переславль-Залесский, Россия), ОАО «Композит» (Королёв, Россия).

## Итоги исследований
В отличие от инструмента для измерения содержания метана на марсоходе Кьюриосити, в котором есть метан, привезённый с Земли, спектрометр АЦС (ACS), установленный на искусственном спутнике Марса ExoMars Trace Gas Orbiter (миссия ЭкзоМарс) метана в атмосфере Марса с орбиты не нашёл, но нашёл озон в инфракрасном диапазоне, хлороводород и новую полосу углекислого газа, которую никогда ранее не наблюдали.